# Rechtspersonenregister
Het Rechtspersonenregister (RPR) (Frans: registre des personnes morales, RPM) is een register van rechtspersonen (vennootschappen, verenigingen en stichtingen), dat bij de secretaris van de ondernemingsrechtbank, in het gerechtelijk arrondissement van oprichting, wordt bijgehouden. Na inschrijving in het register krijgt de onderneming een ondernemingsnummer, waarmee deze zich kan inschrijven bij de Kruispuntbank van Ondernemingen.
Bij deze inschrijvingen moeten een aantal gegevens worden vermeld, waaronder de naam, de rechtsvorm, het adres van de zetel, de datum van de oprichting en de identiteit van de bestuurder van de vereniging, vennootschap of stichting.

## Zetel van de ondernemingsrechtbanken
De ondernemingsrechtbanken (vroeger rechtbanken van koophandel genoemd) zijn georganiseerd per rechtsgebied van een hof van beroep. Sinds 1 april 2014 is de indeling van deze rechtbanken gewijzigd. Er zijn nu in totaal 9 ondernemingsrechtbanken, namelijk in Antwerpen, Brussel (Nederlandstalig en Franstalig), Leuven, Gent, Eupen, Luik, Henegouwen en Nijvel.

## Verplichte RPR-vermelding
Rechtspersonen dienen op hun officiële documenten (vb. uitgaande facturen, website,...) te vermelden onder welk gerechtelijk arrondissement ze vallen. Dit wordt aangeduid met de letters RPR gevolgd door de plaats en de afdeling (bv RPR Gent, afdeling Gent).